# Parafia św. Wacława w Krzanowicach
Parafia św. Wacława – rzymskokatolicka parafia znajdująca się w Krzanowicach. Parafia należy do dekanatu Pietrowice Wielkie i diecezji opolskiej. Prowadzą ją księża diecezjalni.

## Historia
Powstała w 1302. Należała pierwotnie do diecezji ołomunieckiej. Po wojnach śląskich znalazła się w granicach Prus i na terenie tzw. dystryktu kietrzańskiego (dekanat Hlučín). W 1863 obejmowała również Borucin, Chuchelną, Strahovice i Samborowice, liczyła 4628 katolików i 8 niekatolików, morawskojęzycznych (zobacz Morawcy), ponadto 14 żydów. Na początku XX wieku usamodzielniła się parafia w Borucinie, w 1918 w Samborowicach. Po aneksji ziemi hulczyńskiej przez Czechosłowację utworzono samodzielne parafie w Strahovicach i Chuchelnej. Od końca II wojny światowej w granicach Polski. W 1972 powstała diecezja opolska, co zakończyło okres formalnej przynależności do archidiecezji ołomunieckiej.